# Three Wise Girls
Pour plus de détails, voir Fiche technique et Distribution.
Three Wise Girls est un film américain en noir et blanc réalisé par William Beaudine, sorti en 1932.

## Synopsis
La jeune et belle provinciale Cassie déménage à New York avec son amie Dot. Elle y retrouve une amie d'enfance Gladys, qui y vit et travaille depuis des années dans un grand magasin. Gladys lui trouve un emploi de mannequin dans le même magasin et lui révèle qu'elle est la maîtresse d'Arthur Phelps, un banquier marié. Un jour, Cassie accepte de se faire conduire par Jerry Dexter, un gars un peu ivre mais galant, dont elle tombe amoureuse, mais elle ignore qu'il est déjà marié.
Jerry supplie sa femme de lui accorder le divorce. Mme Dexter refuse catégoriquement et se rend au magasin pour voir sa rivale incognito. En se présentant en tant que cliente, elle demande à Cassie de modeler ses vêtements. Lorsque Jerry arrive à l'improviste, sa femme dévoile son identité à Cassie. Déçue et navrée, Cassie ne veut pas écouter les explications de Jerry et s'en va, trouvant refuge dans l'appartement de Gladys. L'amie, en crise avec son amant banquier, la met en garde contre les relations avec des hommes mariés. Jerry découvre où se trouve Cassie ; il se rend à l'appartement de Gladys mais surprend celle-ci dans les bras de Phelps, qui semble tenter de la violer. Jerry s'en va. 
Quand Gladys apprend que Phelps est revenu auprès de sa femme, elle s'empoisonne. Sans plus d'illusions, vaincue par la grande ville, Cassie quitte New York et rentre au pays. Un jour, elle voit Jerry arriver et lui annoncer joyeusement qu'il a finalement divorcé et qu'il est libre de l'aimer.

## Fiche technique
- Titre original : Three Wise Girls
- Réalisateur : William Beaudine
- Adaptation et dialogues : Agnes Christine Johnston et Robert Riskin, d'après l'histoire Blonde Baby de Wilson Collison
- Photographie : Ted Tetzlaff
- Montage : Jack Dennis
- Studio de production et de distribution : Columbia Pictures
- Pays de production :  États-Unis
- Langue originale : anglais américain
- Format : noir et blanc — son : mono
- Genre : Drame romantique
- Durée : 68 min
- Dates de sortie :
  - États-Unis : 11 janvier 1932 (première)
  - États-Unis : 9 février 1932 (sortie nationale)

## Distribution
- Jean Harlow : Cassie Barnes
- Mae Clarke : Gladys Kane
- Walter Byron : Jerry Dexter
- Marie Prevost : Dot
- Andy Devine : Jimmy Callahan
- Natalie Moorhead : Ruth Dexter
- Jameson Thomas : Arthur Phelps
- Lucy Beaumont : Mme Barnes
- Kathrin Clare Ward : Mme Kane
- Robert Dudley : Lem
- Marcia Harris : le propriétaire
- Walter Miller : le directeur du drugstore
- Armand Kaliz : André